# Авдон (село)
Авдо́н (рос. Авдон, башк. Авдон) — село у складі Уфимського району Башкортостану, Росія. Адміністративний центр та єдиний населений пункт Авдонської сільської ради.
Населення — 5201 особа (2010; 4970 в 2002).
Національний склад:
- татари — 45 %
- росіяни — 33 %